# Manifestation pro-palestinienne à Sciences Po en 2024
 La manifestation pro-palestinienne de 2024 à Sciences Po était une série de manifestations pro-palestiniennes qui ont eu lieu à Sciences Po à Paris,. Cette manifestation s'inscrivait dans le cadre d'un mouvement mondial de protestations universitaires en solidarité avec la Palestine, inspiré d'autres manifestation dans des universités aux États-Unis,.

## Contexte
Les manifestations ont commencé en réponse au conflit israélo-palestinien en cours. Les étudiants de Sciences Po, l'une des universités les plus prestigieuses de France, ont commencé à bloquer l'entrée principale de l'école,. Les étudiants ont montré leur soutien aux Palestiniens en scandant des slogans et en affichant des drapeaux palestiniens sur les fenêtres et les portes du bâtiment.

## Événements
Le 26 avril 2024, des dizaines d'étudiants ont bloqué l'entrée d'un bâtiment du campus du centre de Paris avec des déchets, une moto, des morceaux de métal et une plateforme en bois. Une quarantaine de personnes sont restées dans le bâtiment pendant la nuit. La manifestation a été organisée par le Comité Palestine de Sciences Po, qui a appelé l'administration à couper les liens avec les universités et les entreprises qui soutiendraient l'agression israélienne à Gaza,.
Les protestations se sont intensifiées lorsque les Compagnies républicaines de sécurité (CRS) sont intervenues pour disperser la manifestation,. Cela a relancé les protestations, les étudiants reprenant la manifestation après l'intervention de la police,. Les étudiants ont continué à se mobiliser malgré la répression.

## Conséquences
Après l'intervention de la police, les étudiants pro-palestiniens ont évacué pacifiquement le bâtiment du campus. Le directeur de Sciences Po a indiqué qu'un accord avait été trouvé avec les étudiants. Les étudiants ont déclaré qu’ils continueraient à soutenir le mouvement palestinien.